# Malleharavu, Molakalmuru
Malleharavu là một làng thuộc tehsil Molakalmuru, huyện Chitradurga, bang Karnataka, Ấn Độ.